# Славонскобродска синагога
Славонскобродска синагога била је молитвени дом јеврејске заједнице у Славонском Броду  безмало пет деценија. Била је једна од тридесетак синагога сазиданих током 19. века у тадашњој држави Краљевина Хрватска и Славонија (мађ. Horvát-Szlavónia Királyság, нем. Königreich Kroatien und Slawonien) која је била номинално аутономна краљевина унутар Краљевине Угарске у саставу Аустроугарске монархије. Тада је синагога припадала Земљама круне Светог Стефана, односно мађарском делу Монархије, у којем је поглавар дома Хабсбурговаца владао као краљ.
Због додатог трансепта, односно тлоцрта у облику латинског крста ова синагога је представљала врхунац јеврејске асимилације у претежно католичком окружењу, које је владало у Славонском Броду.
Окупљање верника у њој престало је након геноцида над славонским Јеврејима од стране усташа и Немаца који су 1941. године спалиле синагогу након окупације град. Рушевине синагоге су 1944. године, приликом ваздушних напада на Славонски Брод, докрајчиле савезничке снаге авионским бомбама.

## Историја
Јевреји на почетку свог боравка у Славонском Броду нису имали молитвени дом већ су се састајали у приватним просторијама у кући председника „Јеврејске општине Славонски Брод” Јакоба Кохна на углу Широке улице, (касније улица Фрање Јосипа I., данас Петра Крешимира) и Улице Светог Ивана. Ту кућу са земљиштем је Јакоб Кохн 1880. године поклонио Јеврејској општини са жељом да се она поруши и на том месту подигне синагога.
Јевреји су синагогу почела градити на  овом плацу 1895/1896. године, а завршена је око 1899. године (не зна се тачна година завршетка градње).
У одбору за градњу синагоге налазили су се: Јакоб Кохн, председник; Марко Гросман, потпредседник и Маx Кохн, благајник одбора за градњу. Док су чланови били: Хинко Шуллман, Јосип Херман, Шандор Грен, Самуел Коп, Леополд Кохн, Саламон Меркадић, Жига Милер, Игнатз Платзнер, Моритц Рецхитзер, Марита Ротмилер, Бертхолд Шиндлер и Макс Вајс.
Синагогу је пројектовао архитектонски атеље Хонигсберг и Дојч Пред крај 19. века јеврејска заједница на бродском подручју имала је преко 500 чланова.
Јевреји су све од Аустроугарске анексије Босне и Херцеговине 1878. године, па до почетка Другог свјетског рата дали огроман допринос развоју Славонског Брода и били су чврсто укорењени у привредни и духовни живот града. То потврђују и подаци да је почетком 20. века у Хрватској и Славонији било 27 јеврејских општина, а највеће су биле у Загребу и Осијеку, које су имале по 2.000 људи (4% становништва Загреба и 8% становништва Осијека). У 14 општина било је преко 200 људи. Једанаест општина имало је своје рабине, а у осталим су били рабински изасланици. Постојале су четири јеврејске школе, у Загребу, Осијеку, Земуну и Вуковару. Већа заједница је била напредна (само две су биле православне), па су у својим синагогама имале органе.
На подручју Хрватске и Славоније у првим годинама 20. века Јевреји су били присутни у свим занимањима, чак и у пољопривреди, што је била реткост у другим европским регионима. Међутим, углавном су се бавили трговином на велико и мало. Јеврејски индустријалци управљали су већином дрвне индустрије. Од 200 правника, тридесет су били Јевреји. Поред тога, десет је било судија. Педесет јеврејских лекара имало је своју приватну ординацију. У интелектуалном пољу била је важна Задруга јеврејске омладине у Загребу, основана 1899. године, која је проучавала историју и науку. Према подацима из 1910. године, у Хрватској и Славонији:
- 48,64% свих Јевреја бавило се трговином,
- 25,95% индустријом и занатством,
- 4,12% транспортом,
- 6,46% слободним занимањима,
- 2,45% јавном службом.

## Изглед молитвеног дома и његова судбина
Славонскобродска синагоге са паром торњева саграђена је пред сам крај 19. века, 1898. године према пројекту архитектонског студија Hönigsberga и Deutscha из Загреба који су такође извео и грађевинске радове.
Молитвени дом Јевреја у Славонском Броду реализивон је као самостојећа грађевина на великој парцели, окружена вртом и ограђена репрезентативном оградом.
Синагога у Славонском Борду спада у малобројне синагоге које не поседују елементе маурског стила и оријенталне детаље. Изграђена је од фуговане опеке у елементима неороманичке архитектуре.
Оно што посебно карактерише ову синагогу је њен асимилацијски концепт, односно тежња прилагођавања локалној црквеној архитектури. Нејеврејски карактер наглашава уписани трансепт и полигонална апсида. Улази за жене нису били смештени у подножју торњева већ се до галерија долазило улазима смештенима у бочном броду. На средини велике розете налазила се шестокрака звезда која је доминирала прочељем, док се на врху забата налазио лухот.
Претпоставља се да је синагога страдала 1941. године када су је спалиле нацистичке трупе које су окупирале град. Рушевине синагоге су 1944, приликом ваздушних напада на Славонски Брод, бомбардовале савезничке снаге. Рабин Славонскобродске синагоге, је 1942. депортован у Сабирни логор Јасеновац у коме је исте године и убијен.
На месту некадашње синагоге  3. јануара 1994. године откривена је спомен плоча, у знак сећање на постојање Јеврејског молитвеног дома у Славонском Броду.